# Kseniya Fuchs
Kseniya Fuchs (ukrainisch Ксенія Фукс; wiss. Transliteration Ksenija Fuks; * 1988 in Donezk) ist eine in Deutschland lebende ukrainische Schriftstellerin und Journalistin.

## Leben
Nach ihrer Schulausbildung mit Auszeichnungen studierte Fuchs von 2005 bis 2009 an der Nationalen Wassyl-Stus-Universität Donezk Anglistik, wo sie ein staatliches Stipendium erhielt und die Fakultätszeitung leitete. 2008 kam sie mit einem DAAD-Stipendium nach Karlsruhe. Nach Beendigung ihres Studiums mit Auszeichnung wechselte sie 2009 nach Stuttgart an die dortige Hochschule der Medien, die sie 2013 abschloss. Gemeinsam mit Freunden gründete sie 2016 das Ukrainische Atelier für Kultur & Sport e. V.

## Wirken
Fuchs verfasste eine Reihe von Artikeln für die ukrainische Zeitschrift „Ukrajinskyj Tyschden“ (Ukrainische Woche) und ist Gründerin und Herausgeberin des ukrainisch-deutschen Journals Gel[:b]lau.
Seit 2019 veröffentlichte Fuchs mehrere psychologisch ausgerichtete, teils autobiografische Bücher, von denen eines ins Deutsche übersetzt wurde. Ihr erster Roman „Jenseits der Sonne“ über die gesellschaftliche Wahrnehmung psychisch Erkrankter wurde mehrfach ausgezeichnet.

## Buchveröffentlichungen
- Jenseits der Sonne (По той бік сонця. Історія однієї самотності). Tempora, Kiew, 2019.[5]
- 12 Jahreszeiten einer Frau (12 сезонів жінки). Vyd. 21. Czernowitz, 2021.
  - 12 Jahreszeiten einer Frau. übersetzt von Jakob Martin Walosczyk. Passau: Schenk Verlag, 2024, ISBN 978-3-949045-25-7[5]
- 12 Stunden eines Mannes (12 годин чоловіка). Vyd. 21. Czernowitz 2022.

## Auszeichnungen
- Literaturwettbewerb Smoloskyp 2018
- Finalistin des Wettbewerbs „Buch des Jahres der BBC (Ukraine)“ 2019 – jeweils für das Buch „Jenseits der Sonne“.